# TouchMe
touchMe（タッチミー）はMARK STYLER株式会社が主催する完全招待制のファッションショー。2010年より始まり、東京都内で年2回のペースで開催。DRUMCAN Inc.が総合演出を行っている。2014年の秋冬シーズンを最後に開催は休止されている。

## 概要
MARK STYLERが2010年より経済産業省が掲げる東京のイベントやクリエイティブな文化を広く世界に発信していく「クールジャパン」戦略として企画プロデュース。日本国内のみならず、アジアそして世界に向けて発信を行うことを企図して、MARK STYLERが保有するブランドを集めて開催。「Jalouse」編集長のジェニファー・エイメールや、「The New York Times T Magazine」スタイル・ディレクターのケイト・ランフィアなど、国内外の著名なスタイリストをクリエイティブチームに加え、ラグジュアリー感あふれるファッションショーを繰り広げている。
「2014 SPRING/SUMMER Collection touchMe」では14ブランドが参加し、ショーの模様はUstreamで生中継された。きゃりーぱみゅぱみゅや優木まおみ、益若つばさなど、著名人がゲストとして来場した。また同イベントのAFTER PARTYでは、ギネスブックに認定された世界最高齢の現役DJ、Ruth Flowers Mamy Rock（ルース・フラワーズ マミー・ロック、Mamy Rock）が出演し、話題を集めた。
10回目の「2014 AUTUMN/WINTER Collection touchMe」の開催を最後に休止中である。

## 参加ブランド
2011 SPRING/SUMMER Collection
MURUA
LAGUNAMOON
HAN AHN SOON
dazzlin
EMODA
MERCURYDUO
2011 AUTUMN/WINTER Collection
MERCURYDUO
MURUA
dazzlin
LagunaMoon
EMODA
HAN AHN SOON
2012 SPRING/SUMMER Collection
dazzlin
HAN AHN SOON
UNGRID
EMODA
MERCURYDUO
jouetie
LagunaMoon
MURUA
2012 AUTUMN/WINTER Collection
MURUA
LagunaMoon
HAN AHN SOON
MERCURYDUO
dazzlin
UNGRID
jouetie
EMODA
GYDA
2013 SPRING/SUMMER Collection
EMODA
LagunaMoon
MERCURYDUO
HAN AHN SOON
MURUA
jouetie
merry jenny
GYDA
elianegigi
Ungrid
Mary Coco.
dazzlin
2013 AUTUMN/WINTER Collection
MURUA
dazzlin
EMODA
LagunaMoon
MERCURYDUO
Ungrid
elianegigi
GYDA
merry jenny
jouetie
2014 SPRING/SUMMER Collection
dazzlin
MERCURYDUO
LagunaMoon
rix de fleur
MURUA
Ungrid
elianegigi
merry jenny
jouetie
GYDA
EVRIS
RESEXXY
Chedel
EMODA
2014 AUTUMN/WINTER Collection
dazzlin
MERCURYDUO
MURUA
EMODA